# Łucja Omura
Łucja Omura, Łucja Ludwika, ルシア ルイサ (Rushia Ruisa) (ur. ok. 1548, zm. 8 września 1628 w Nagasaki) – błogosławiona Kościoła katolickiego, japońska męczennica, ofiara prześladowań antykatolickich, tercjarka franciszkańska i dominikańska.
Urodziła się około 1548 roku w bardzo religijnej rodzinie. Była wdową. Po śmierci męża została przyjęta przez Dominika Castellet Vinale do tercjarzy dominikańskich. Jej dom był schronieniem dla misjonarzy. Miała już 80 lat, gdy została aresztowana 15 czerwca 1628 r. za to że pozwoliła ojcu Castellet głosić Ewangelię w swoim domu. Została stracona przez ścięcie toporem w czasie prześladowań katolików w dniu 8 września 1628 roku.
Została beatyfikowana przez papieża Piusa IX w grupie 205 męczenników japońskich 1867 roku. Wspomnienie liturgiczne przypada na dzienną rocznicę śmierci, czyli 8 września.